# ساکسوفون تنور
ساکسوفون تنور (انگلیسی: Tenor saxophone) عضو و اندازهٔ متوسط از خانواده ساکسوفون‌ها و از دسته سازهای انتقالی در «سی بمل» است. ساکسوفون تنور یکی از دو نوع ساکسوفونی است که بیشتر مورد استفاده قرار می‌گیرد.
ساکسوفون تنور اغلب در اجرای موسیقی کلاسیک، گروه‌های موسیقی نظامی و جز به کار می‌رود.